# Basilique Notre-Dame du Sacré-Cœur d'Issoudun
Pour les articles homonymes, voir Notre-Dame du Sacré-Cœur (homonymie) et Notre-Dame du Sacré-Cœur.
La basilique Notre-Dame du Sacré-Cœur d'Issoudun, est un édifice religieux catholique du XIXe siècle situé à Issoudun, bâti à l'initiative de Jules Chevalier fondateur des Missionnaires du Sacré-Cœur de Jésus, dédiée à Notre-Dame du Sacré-Cœur. L'église est élevée au rang de basilique mineure par Pie IX le 17 juillet 1874.

## Historique

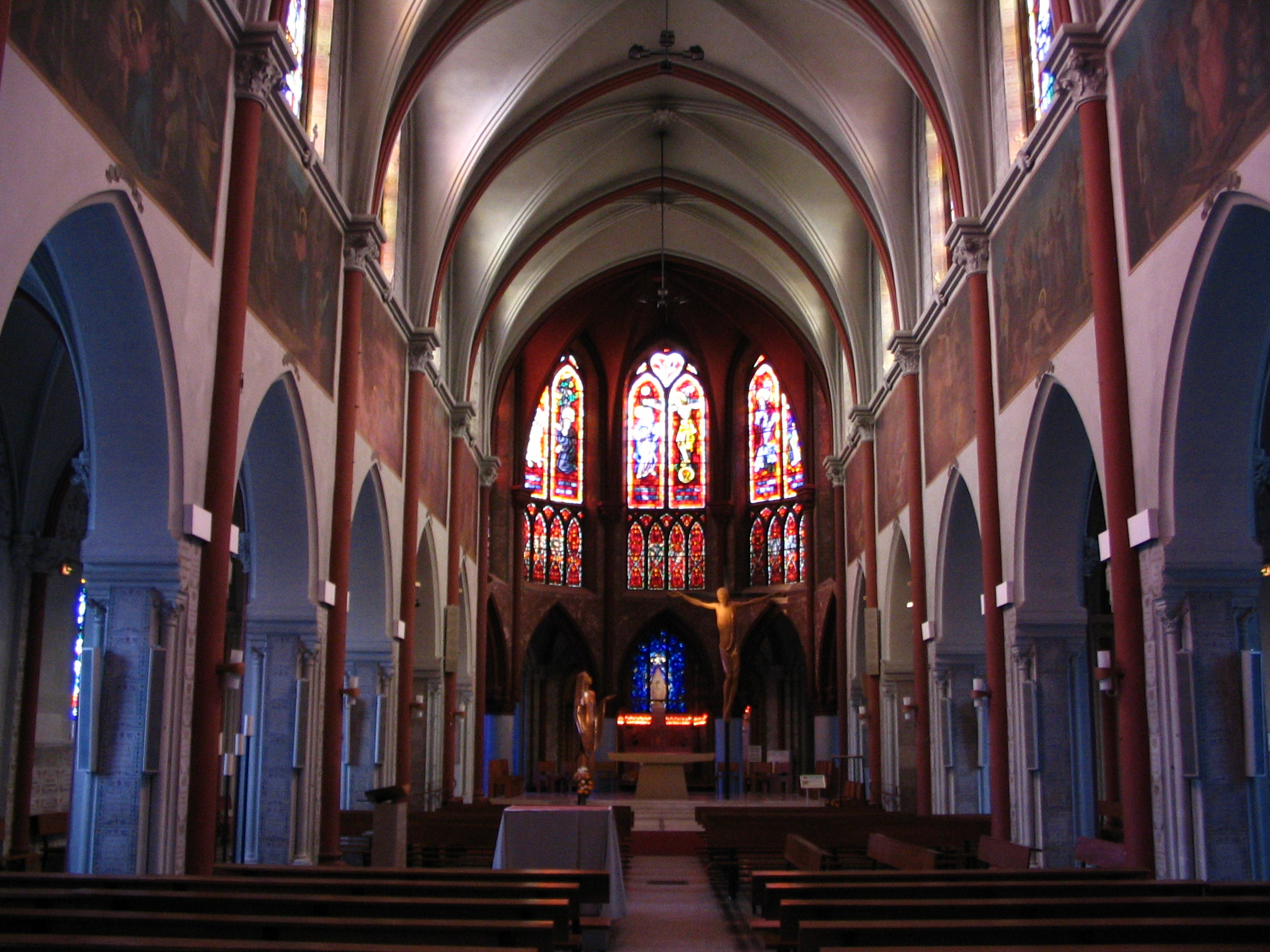
Nef centrale.

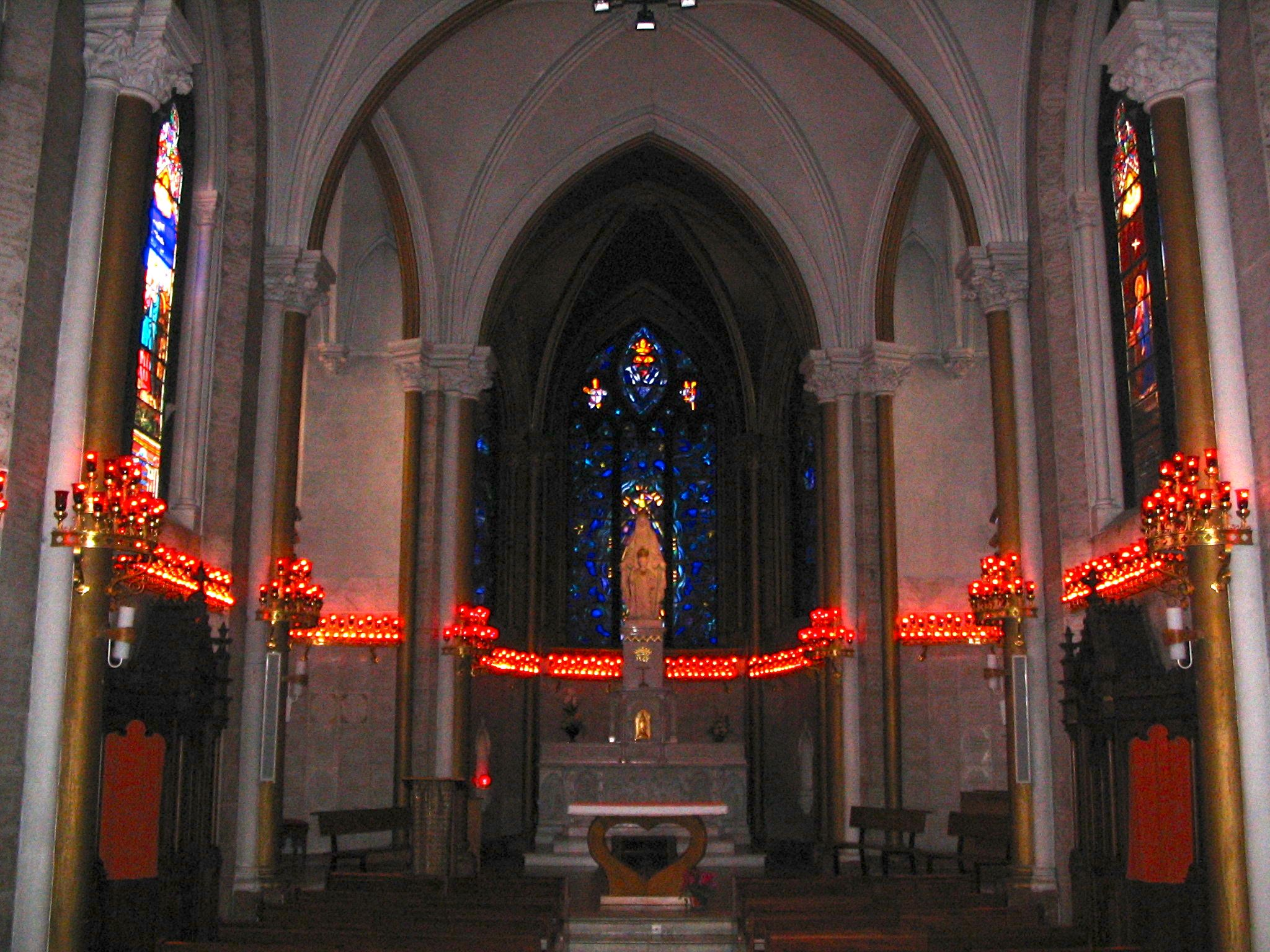
Chapelle axiale.

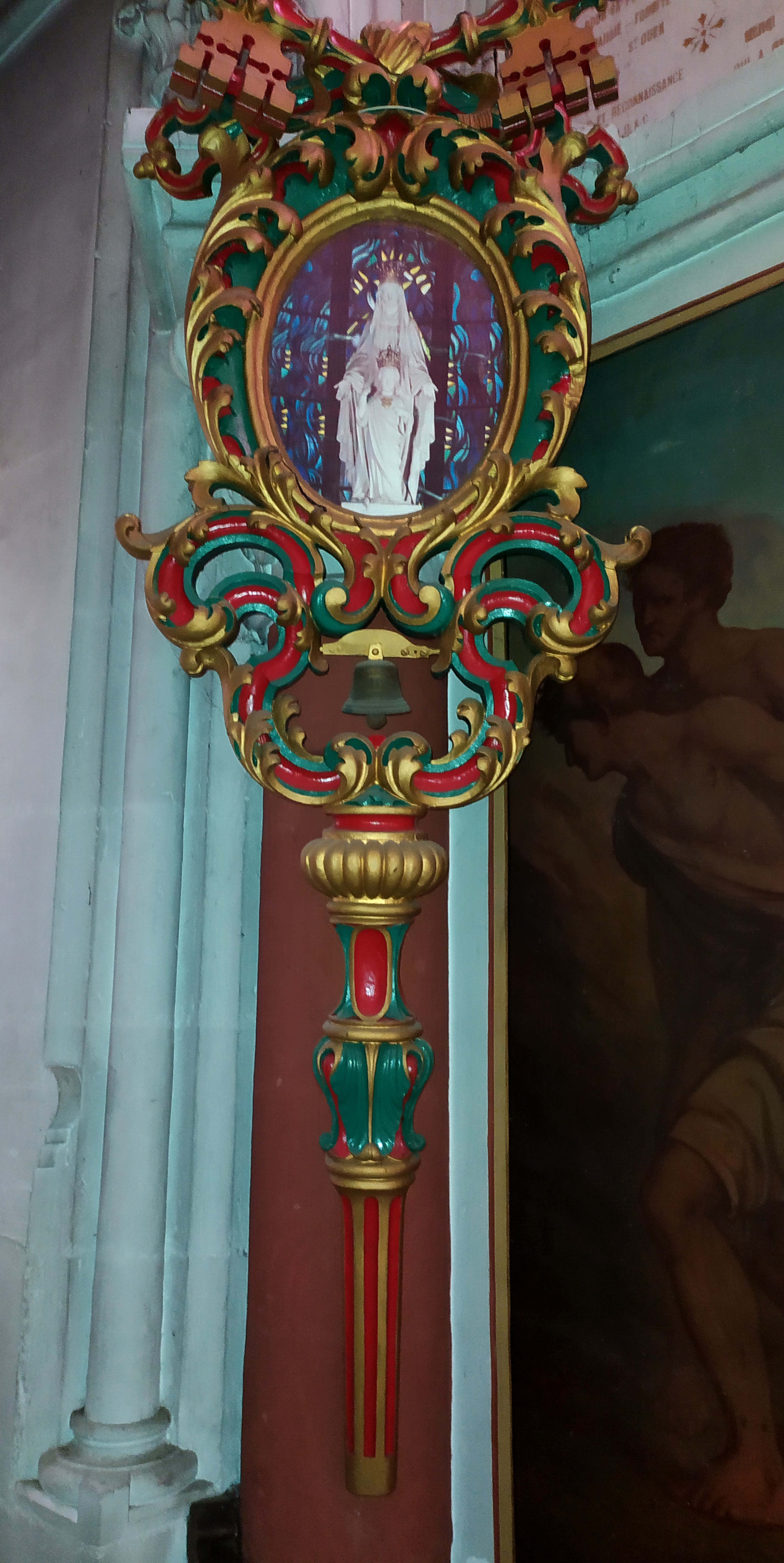
Le tintinnabule, surmonté d'une image de Notre-Dame du Sacré-Cœur.

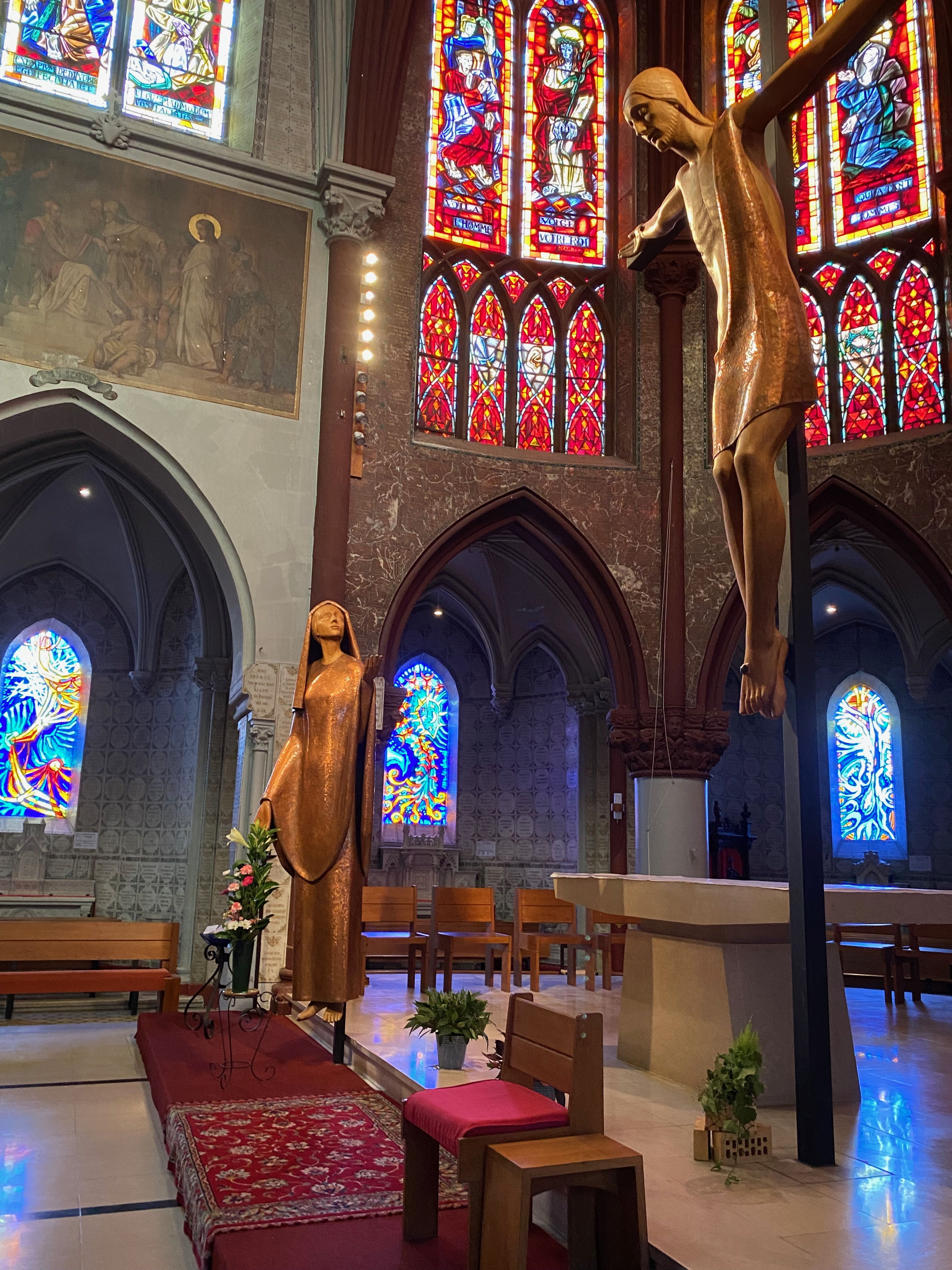
Marie face à Jésus crucifié.

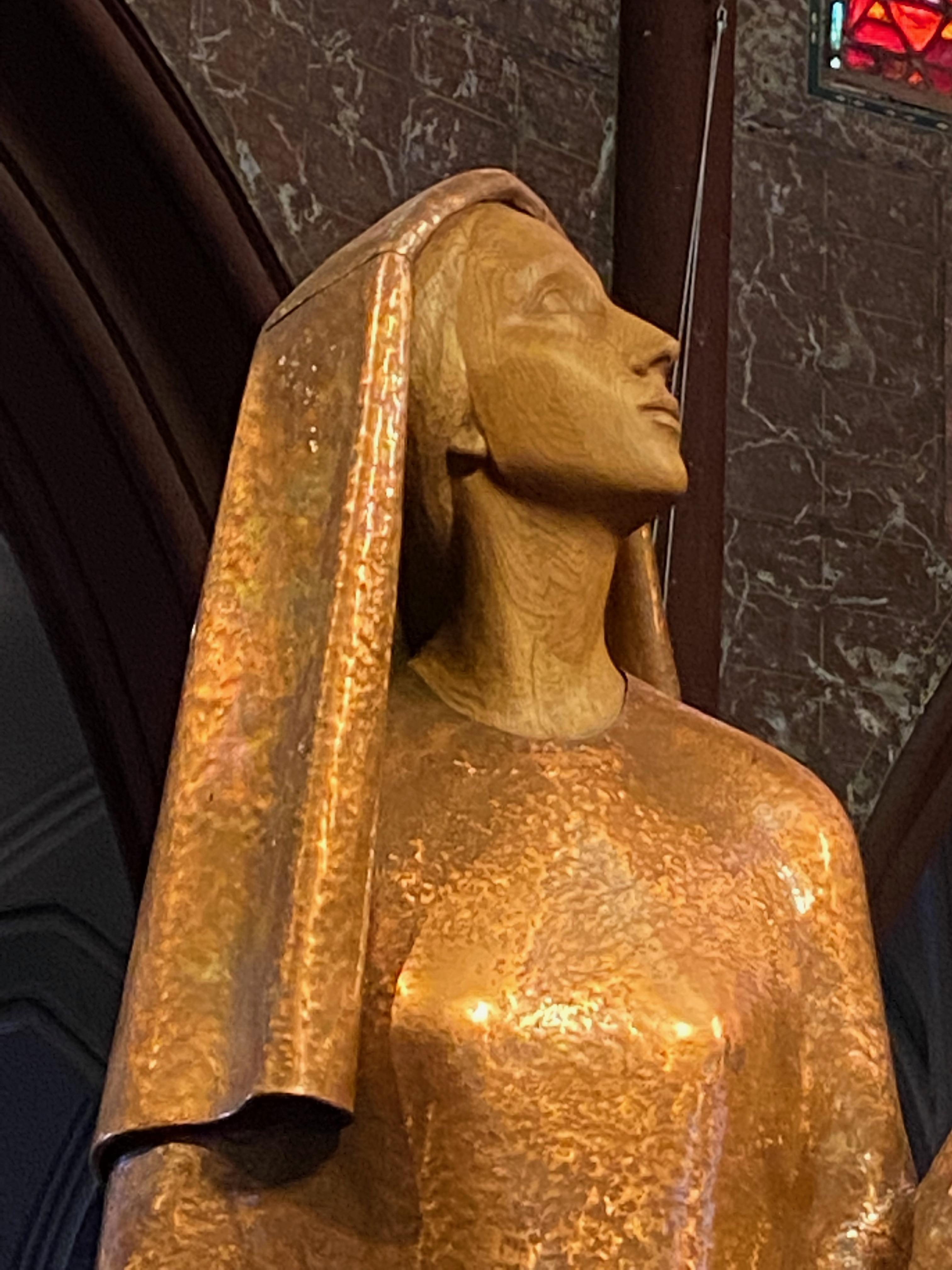
Marie.

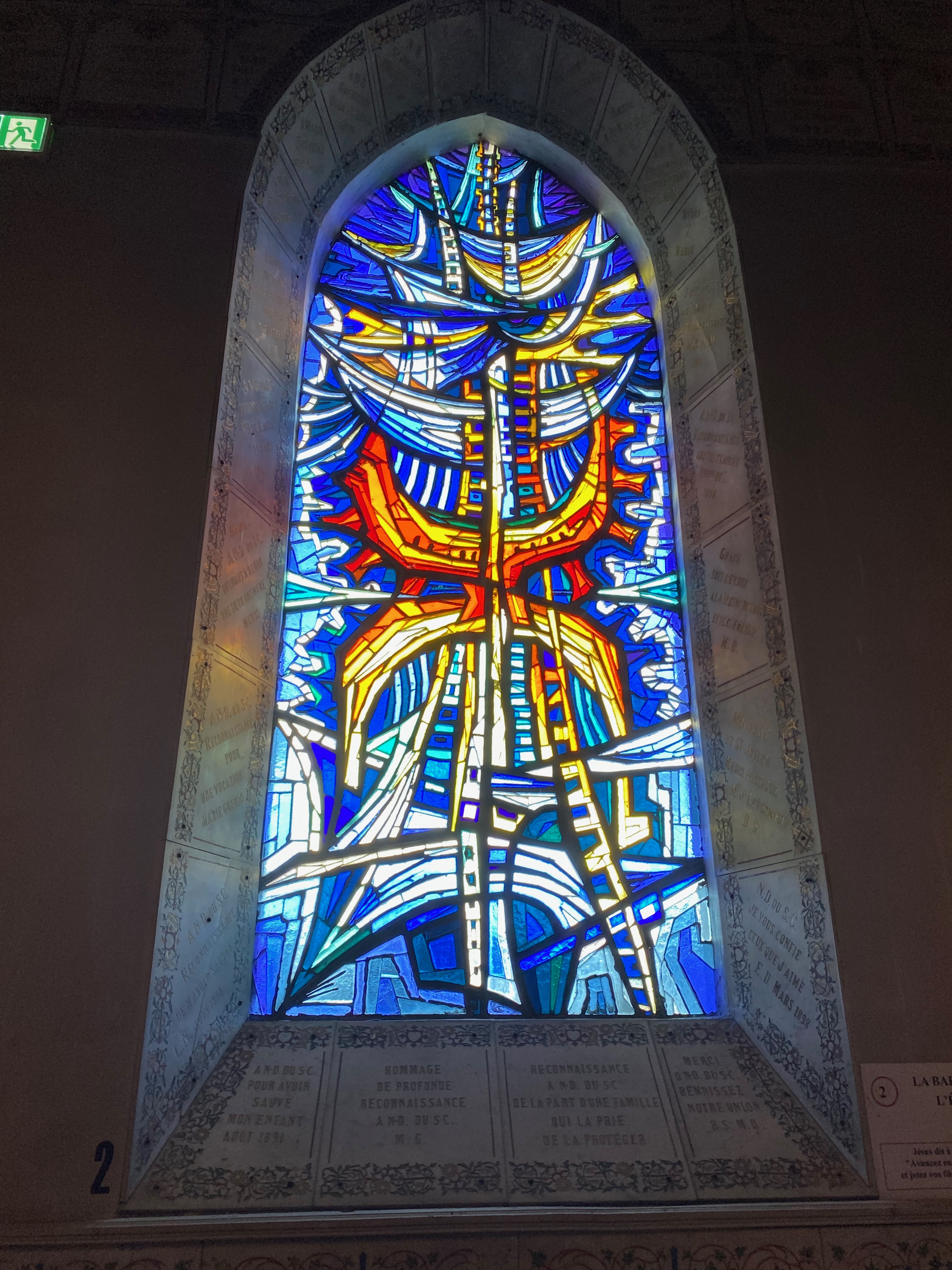
Baie 17 : La barque de l'Église.

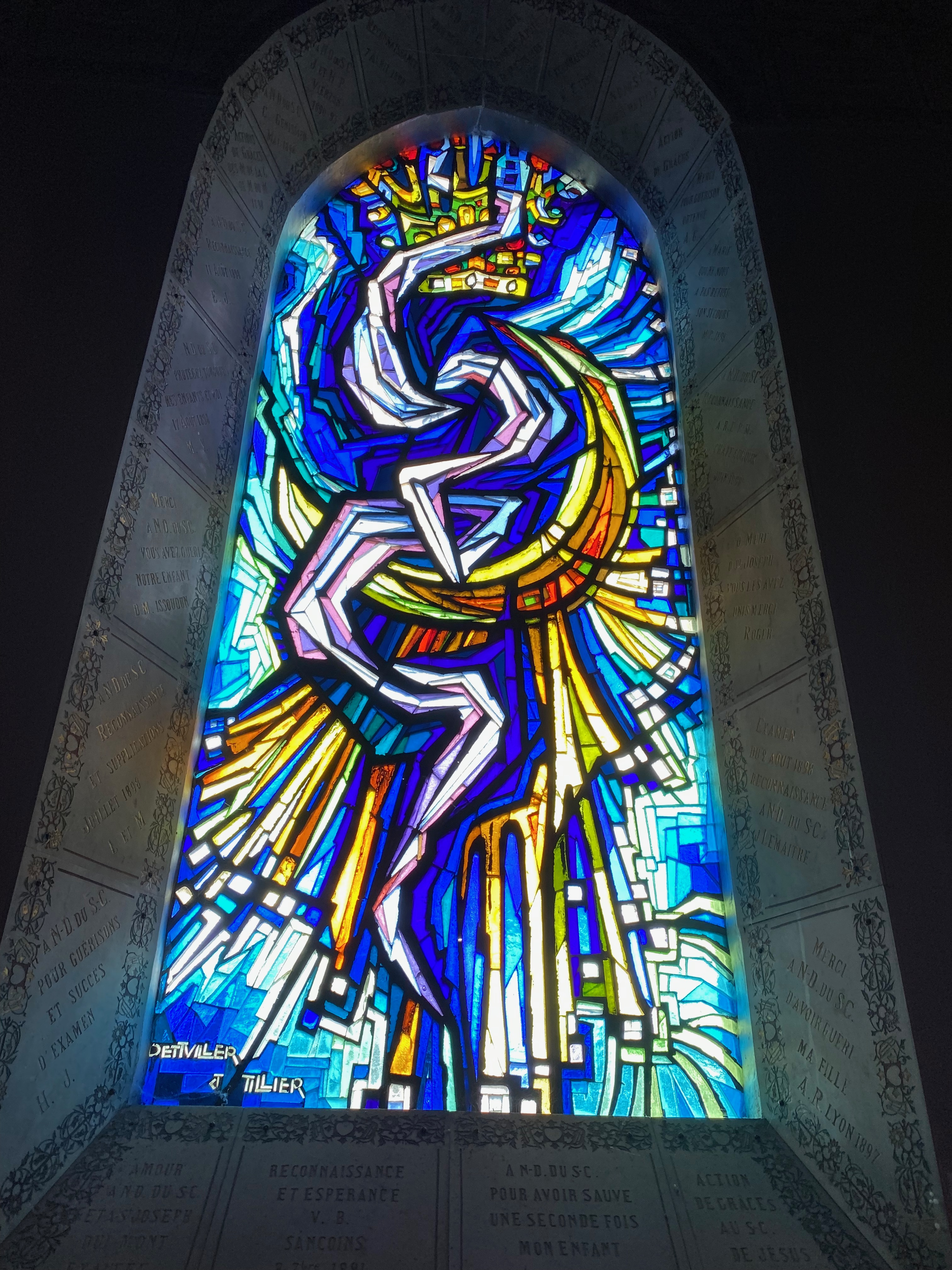
Baie 19 : Assomption de la Vierge.

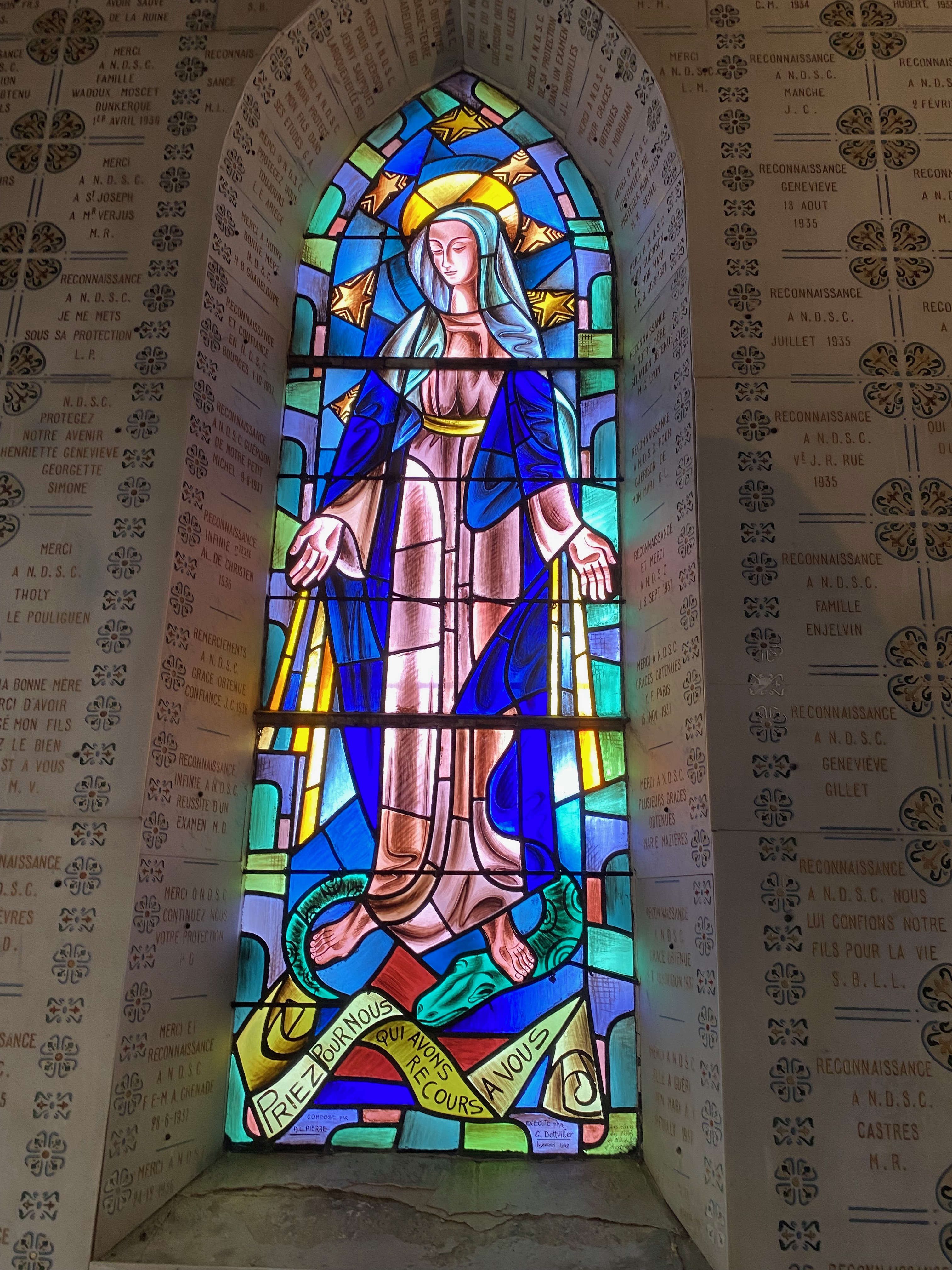
Baie 22 : Vierge au rayons.

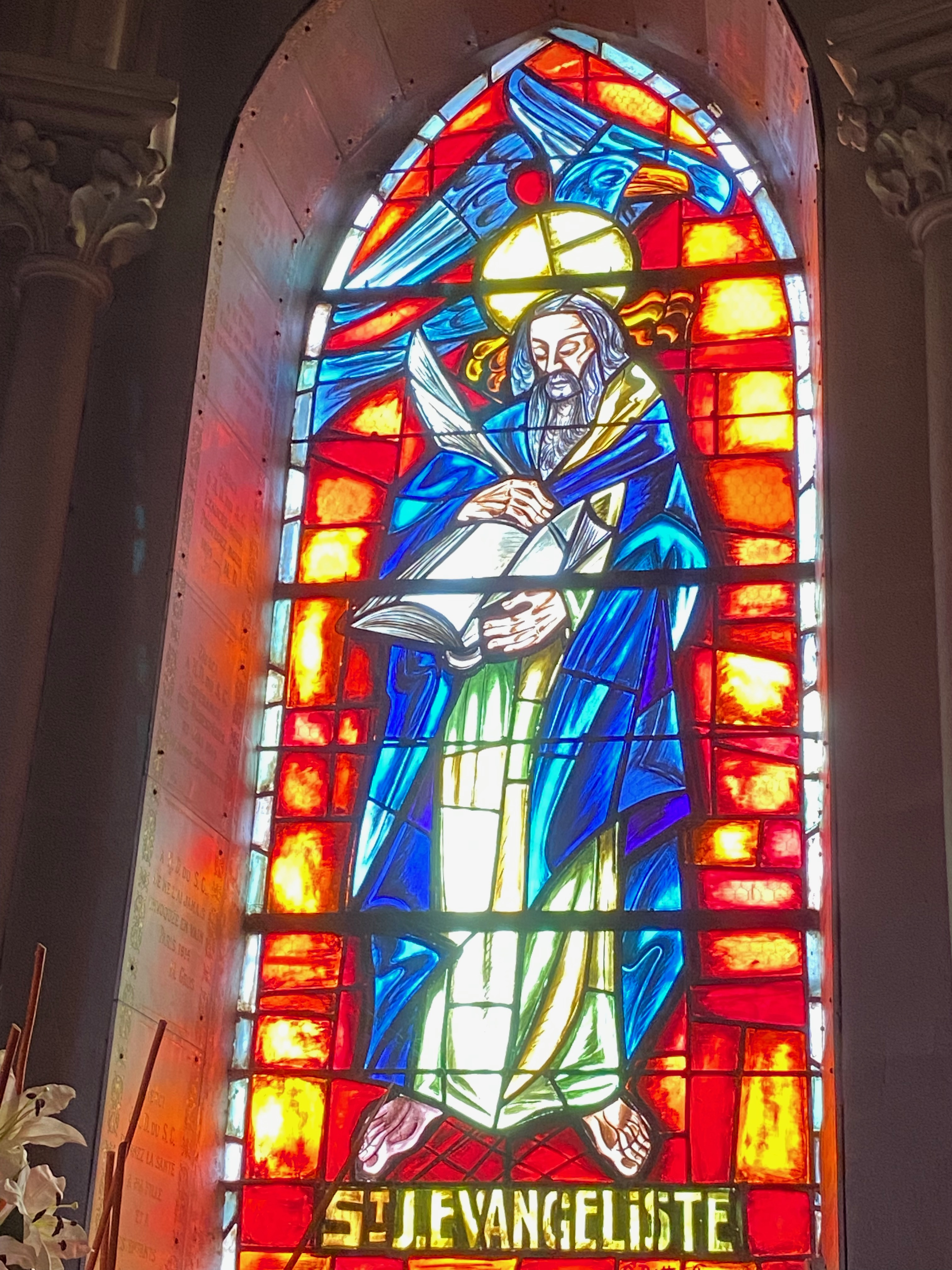
Baie 7 : Saint Jean l'Évangéliste.

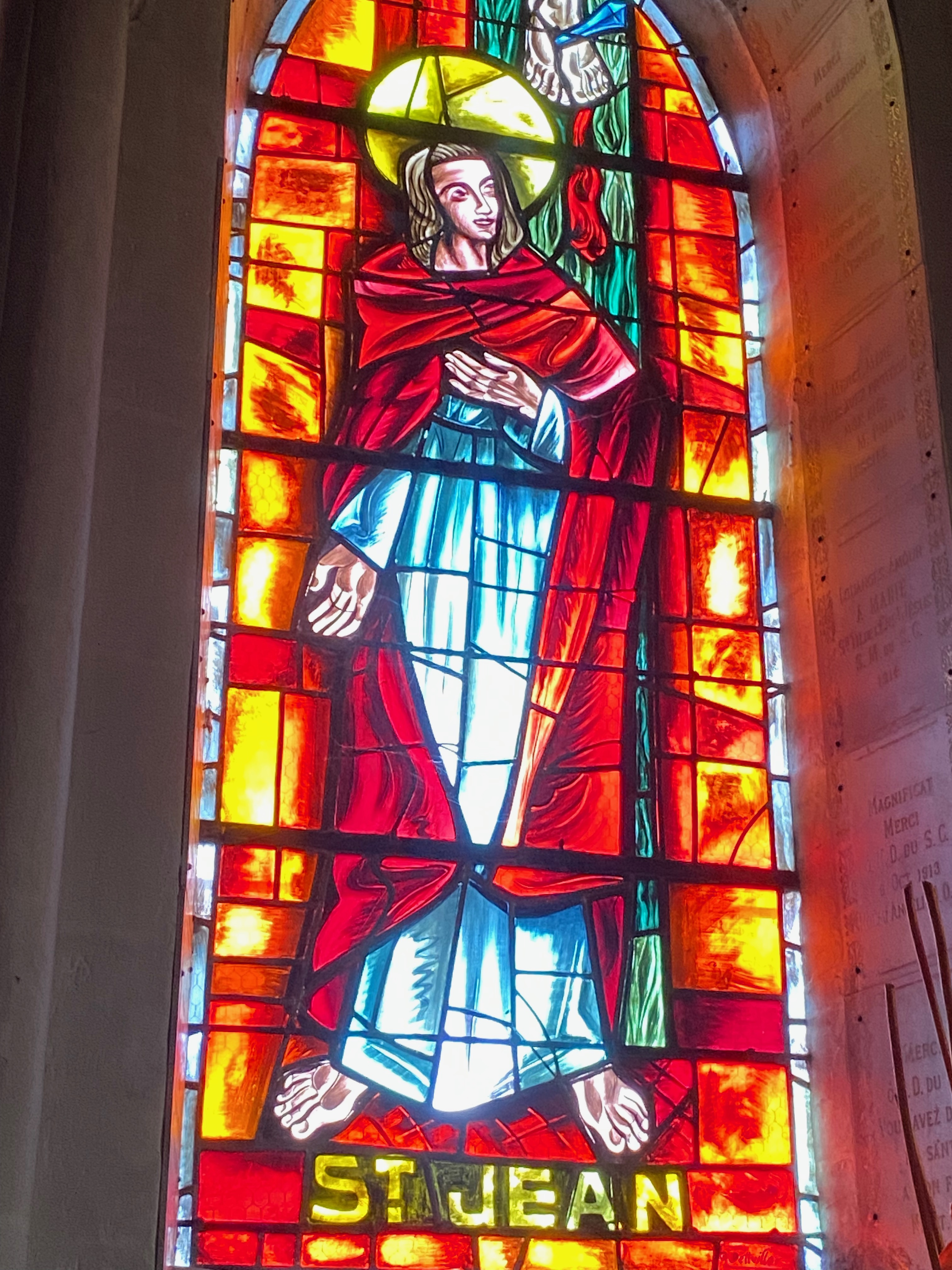
Baie 9 : Saint Jean.

Cet édifice a été construit entre 1857 et 1864 par l'architecte Tarlier, sous l'égide du Père Jules Chevalier, archiprêtre d'Issoudun et fondateur des Missionnaires du Sacré-Cœur de Jésus. Cette église de pèlerinage de style néogothique était primitivement terminée à l'est par un chœur pentagonal, flanqué de deux chapelles. Mais le succès immédiat du culte de Notre-Dame du Sacré-Cœur obligea la congrégation à procéder très rapidement à d'importantes modifications. Ainsi le chœur fut-il agrandi et ses chapelles latérales remplacées par un déambulatoire, permettant une meilleure circulation des pèlerins. À l'est fut également bâtie une chapelle d'axe dédiée à Notre-Dame du Sacré-Cœur.

## Architecture
La Basilique Notre-Dame du Sacré-Cœur se compose de plusieurs espaces distincts : la nef, le chœur, une chapelle axiale et une crypte ; chaque espace est doté de vitraux à divers moments des XIXe et XXe siècles.
Le chœur, au départ flanqué de deux chapelles latérales, est ensuite agrandi et ses chapelles latérales remplacées par un déambulatoire qui donne accès à quatre chapelles latérales de chaque côté. Le chœur est transformé en une chapelle votive axiale dite chapelle Notre-Dame, elle-même dotée d'une abside et de deux absidioles. La nef est suffisamment haute pour accueillir un étage de fenêtres au-dessus des chapelles latérales. Il y a donc la place pour deux niveaux de vitraux. La nef est séparée du chœur par un mur triomphal devant lequel on trouve l'autel, précédé de deux statues représentant Marie et le Christ en croix.

## Les vitraux
La Basilique Notre-Dame du Sacré-Cœur se compose de plusieurs espaces distincts (nef, chœur, chapelle d'axe, crypte), dotés de vitraux à divers moments des XIXe et XXe siècles,.

### L'atelier Lobin
Les vitraux les plus anciens avaient été installés dans le chœur primitif de l'édifice au début des années 1860. Issus de l'atelier de Julien-Léopold Lobin (Tours), ils représentaient, entre autres, « Notre-Dame du Sacré-Cœur » (offert par la famille des Méloizes-Linetière), « Saint Joseph, ami du Sacré-Cœur » (offert par la comtesse de La Châtre), et « l'apparition du Sacré-Cœur à la bienheureuse Marguerite-Marie Alacoque » (offert par la ville d'Issoudun).
Après l'agrandissement du chœur, ces vitraux ont été démontés et partiellement réemployés dans la chapelle axiale, notamment l'image de « Notre-Dame du Sacré-Cœur », placée dans la lancette centrale de la baie d'axe, les lancettes latérales représentant Mgr de La Tour d'Auvergne, archevêque de Bourges, présentant au pape Pie IX les couronnes destinées à la statue en marbre de la Vierge du Sacré-Cœur, trônant sur l'autel de la chapelle.
Dans la chapelle axiale, les trois verrières d'axe (baies 1, 0 et 2) sont postérieures. Les verrières des baies 3, 4, 101, 5 à 10 ont été créées vers 1876 par l'atelier Lobin. Les baies  3, 4 et 101 sont des ex-voto offerts par les villes d'Issoudun, Châteauroux et Bourges, « en souvenir de leur préservation pendant la guerre de 1870-1871 », les autres verrières (baies 5 à 10) sont offertes par des familles, en souvenir d'un pèlerinage effectué à la basilique :
- Baie 3 : ex-voto de la ville de Châteauroux, « en souvenir de sa préservation pendant la guerre de 1870-1871 ». Il figure le général Louis-Gaston de Sonis agenouillé devant la bannière de Notre-Dame du Sacré-Cœur, accompagné de Athanase de Charette de La Contrie et Henri de Cathelineau. À l'arrière-plan se développe une vue panoramique de la ville, avec, de gauche à droite : l'église Saint-Martial, les Vieilles Prisons, l'hôtel de la Préfecture et le Château Raoul. Au tympan de la verrière sont figurées les armes de la ville ;
- Baie 4 : ex-voto de la ville d'Issoudun, « en souvenir de sa préservation pendant la guerre de 1870–1871 ». Il figure l'adieu des soldats et conscrits à leurs familles. À l'arrière-plan se développe une vue panoramique de la ville, avec, de gauche à droite : la basilique Notre-Dame du Sacré-Cœur, le beffroi, la Tour Blanche et l'église Saint-Cyr (avant les restaurations menées par le Père Chevalier). Au tympan de la verrière sont figurées les armes du Berry.
- Baies 5 et 6 : ces deux verrières figurant l'Annonciation et la Visitation de la Vierge Marie sont des ex-voto du duc et de la duchesse de Parme, dont les armes occupent le tympan de la verrière, « en souvenir de leur pèlerinage à Issoudun - 1874 ». Le duc de Parme Robert Ier était le petit-fils du duc de Berry Charles-Ferdinand d'Artois (fils du roi Charles X).
- Baie 7 : verrière représentant l'Adoration des mages, « ex-voto de plusieurs familles d'Issoudun, en souvenir de leur préservation pendant la guerre de 1870–1871 ».
- Baie 8 : verrière représentant l'Adoration des Bergers, "hommage filial d'une famille à Notre-Dame, et consécration reconnaissante du Sacré-Cœur".
- Baie 9 : verrière représentant les saints et les saintes du Paradis assistant au Couronnement de la Vierge, offerte "par Mme Moore, en souvenir du mariage de son fils".
- Baie 10 : verrière représentant la Présentation de Jésus au Temple, "offrande faite à ND du SC pour un époux bien-aimé décédé à Tournai le 5 septembre 1870".
- Baie 101 : cette baie se compose de 5 lancettes. Dans la lancette centrale est figurée Notre-Dame du Sacré-Cœur. Les deux lancettes de gauche montrent les habitants de Bourges en procession autour de Mgr Charles-Amable de La Tour d'Auvergne-Lauraguais. On aperçoit à l'arrière-plan la cathédrale, vue du nord-ouest. Les verrières des deux lancettes de droite représentent enfin les habitants d'Issoudun priant devant la statue de Notre-Dame du Sacré-Cœur. Les armes de ces deux villes sont figurées aux tympans des lancettes 2 (Bourges) et 4 (Issoudun).

Le nouveau chœur fut quant à lui doté de vitraux figurant notamment « Clément XIII approuvant la dévotion au Sacré-Cœur », « Mgr Henri-François-Xavier de Belsunce de Castelmoron implorant sur la ville de Marseille les miséricordes du Sacré-Cœur », et « la béatification de Marguerite-Marie Alacoque ».
Dans les parties inférieures de ces baies étaient représentées des scènes de la vie du Christ. Les chapelles latérales, les bas-côtés et la crypte de la basilique comportaient également des vitraux créés par l’atelier Lobin.

### Georges Dettviller
Les neuf verrières de la nef de la chapelle Notre-Dame décrites ci-dessus sont conservées, les autres verrières, encore en place en 1948, sont progressivement remplacées au cours des années 1950 et 1960, par des créations de Georges Dettviller. Les premières créations, installées à partir de 1949 sur la façade de l'édifice, puis en 1953–1954 dans les fenêtres hautes de la nef, sont le fruit d'une collaboration étroite avec le peintre André-Louis Pierre, qui en dessina les cartons.
Dettviller crée trois verrières symboliques pour l'abside de la chapelle Notre-Dame, comme la baie 100 et quatre verrières figuratives pour les chapelles latérales de la nef (baies 7 et 9, chapelle latérale sud, baies 8 et 10, chapelle latérale nord) . Les personnages sont représentés sur un fond géométrique aux dominantes rouge et or :
- baie 7 : Saint Jean l'Évangéliste
- baie 9 : Saint Jean au pied de la croix
- baie 8 : Saint Joseph en pied
- baie 10 : Saint Joseph auprès du berceau

En 1968, Georges Dettviller s'associe avec son élève Robert Tiller pour la création de seize verrières symboliques destinées aux bas-côtés de la nef. Ces vitraux, réalisés en dalle de verre translucide et acier inoxydable, présentent des compositions symboliques, ou semi-figuratives, illustrant les thèmes suivants :
- baie 1 : L'arbre au bord des eaux (Ps 1/2)
- baie 2 : Lumières de Noël et du Christ
- baie 3 : Le Combat (Ap. 11/7)
- baie 4 : L'eau vive (Jean 4/14)
- baie 5 : L'apostolat de l’Église
- baie 6 : L'Arche de Noé
- baie 11 : Le coup de lance
- baie 12 : Les fleuves du Paradis
- baie 13 : Marie conçue sans péché
- baie 14 : La Vigne
- baie 15 : Les Noces de Cana
- baie 16 : L'Annonciation
- baie 17 : La barque de l’Église
- baie 18 : La Pentecôte
- baie 19 : l'Assomption
- baie 20 : La Jérusalem Nouvelle.

Enfin, c'est également à l'atelier de Georges Dettviller que l'on doit les six verrières symboliques de la crypte, elles aussi réalisées en dalle de verre : le Sacré-Cœur de Jésus (baie 0), la Crucifixion (baie 2), le Couronnement de la Vierge (baie 3), le monogramme de la Vierge (baie 4), et saint Joseph charpentier (baie 5).

### Robert Tiller
Natif d'Issoudun, Robert Tillier a été apprenti de Georges Dettviller, puis son associé. À 25 ans, Robert Tillier est Meilleur ouvrier de France, catégorie vitrailliste en 1955. Les cartons des vitraux supérieurs de la grande nef sont dus à André-Louis Pierre (1905–1964) et exécutés entre 1955 et 1957 dans les ateliers d'Issoudun. Le même maquettiste a réalisé les cartons des chapelles de Saint-Joseph et de Saint-Jean. Les cartons des vitraux des bas-côtés sont dus exclusivement à Robert Tillier et sont exécutés entre 1968 et 1969. Ils sont en dalles de verre de 2 cm d'épaisseur enchâssées dans une armature en acier inoxydable, selon un procédé unique au monde, mis au point par les ateliers Dettviller et Tillier.

## Les grandes orgues

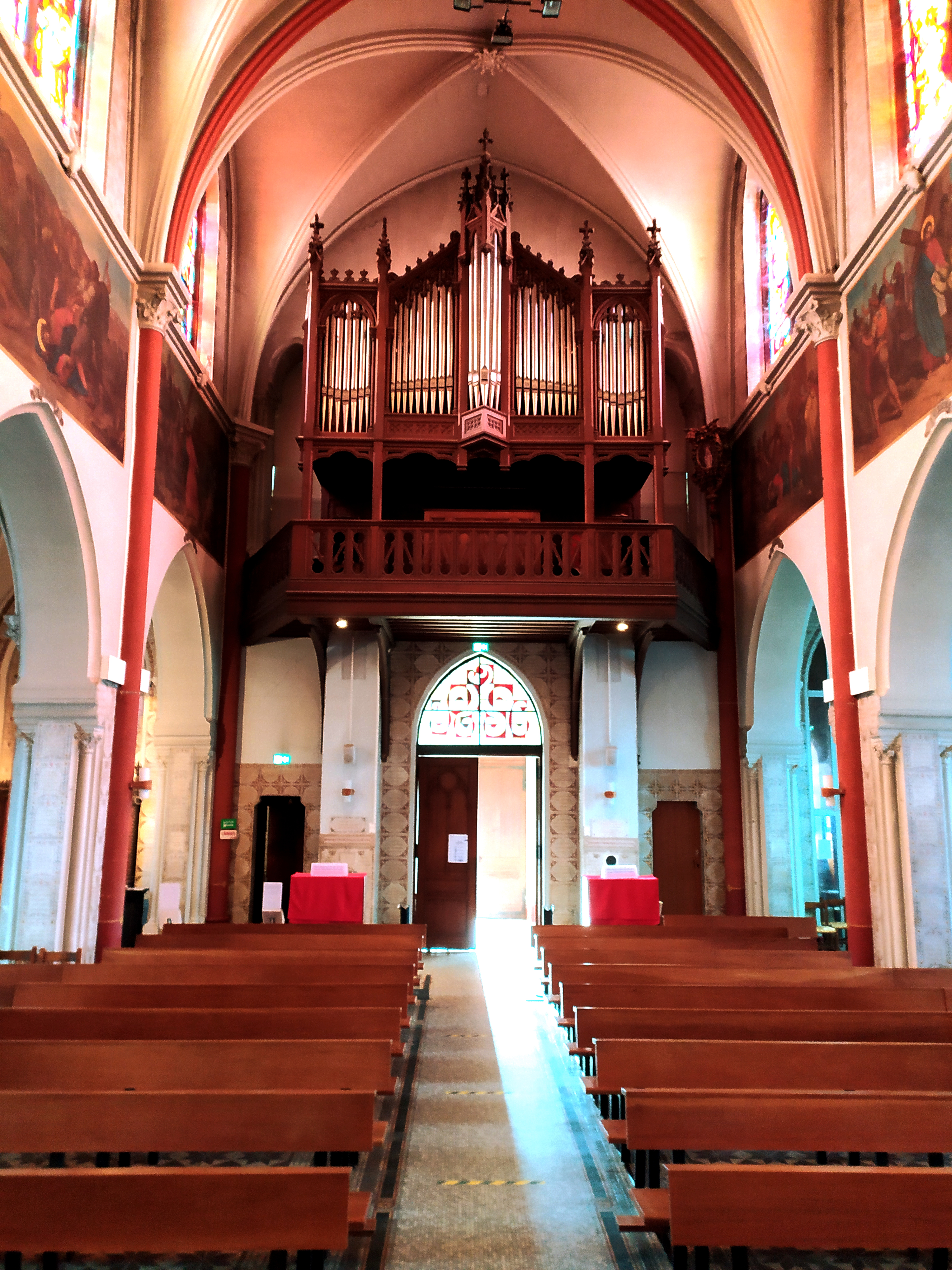
Buffet de l'orgue Merklin.

### Une mystérieuse lettre

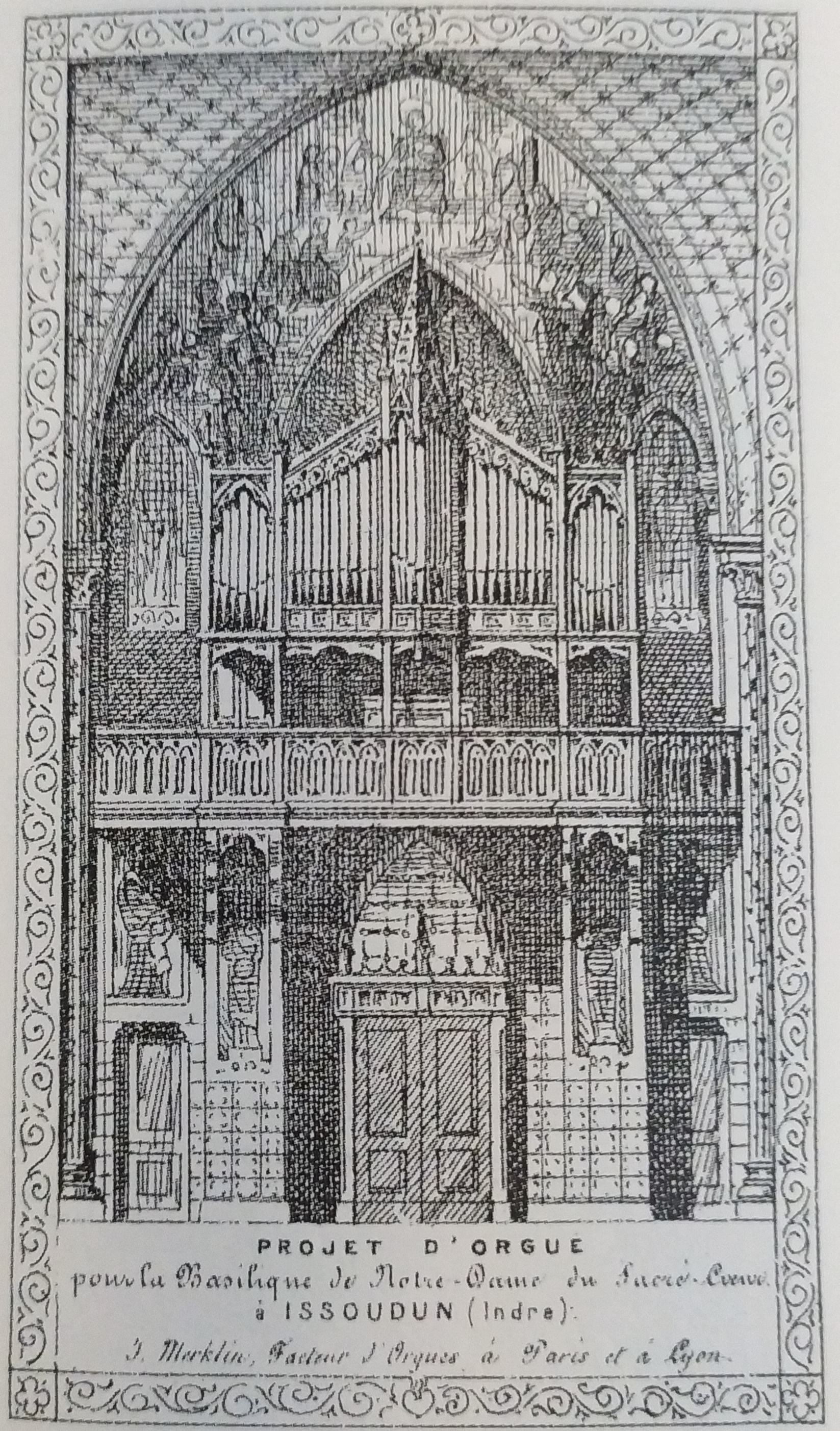
Plan de l'orgue envoyé par Joseph Merklin.

Le 5 juin 1876 le père Jules Chevalier (fondateur des missionnaires du Sacré-Cœur et père supérieur) reçoit une lettre d'un pèlerin hollandais qui fut venu pour la fête de Notre-Dame du Sacré-Cœur le 31 mai de la même année. Il fait alors part de son émerveillement quant à la beauté de cette Basilique mais demeure insatisfait par la musique qui s'y trouve. Il est alors le premier donateur pour la construction d'un orgue à la hauteur de la Basilique. En juillet 1876, on retrouve dans les Annales d'Issoudun le lancement d'une souscription pour permettre de « construire de belles orgues », « très belles, dignes de la Basilique ». Après de nombreux conseils de différents organistes et du frère Postal (maître de chapelle de la Basilique), c'est la maison Merklin de Paris qui est chargée de la conception d'un orgue à la hauteur de l'édifice. Le premier plan de l'instrument est envoyé en août 1877 par Joseph Merklin qui dit s'être inspiré de la beauté de cette église.

### Un instrument de qualité

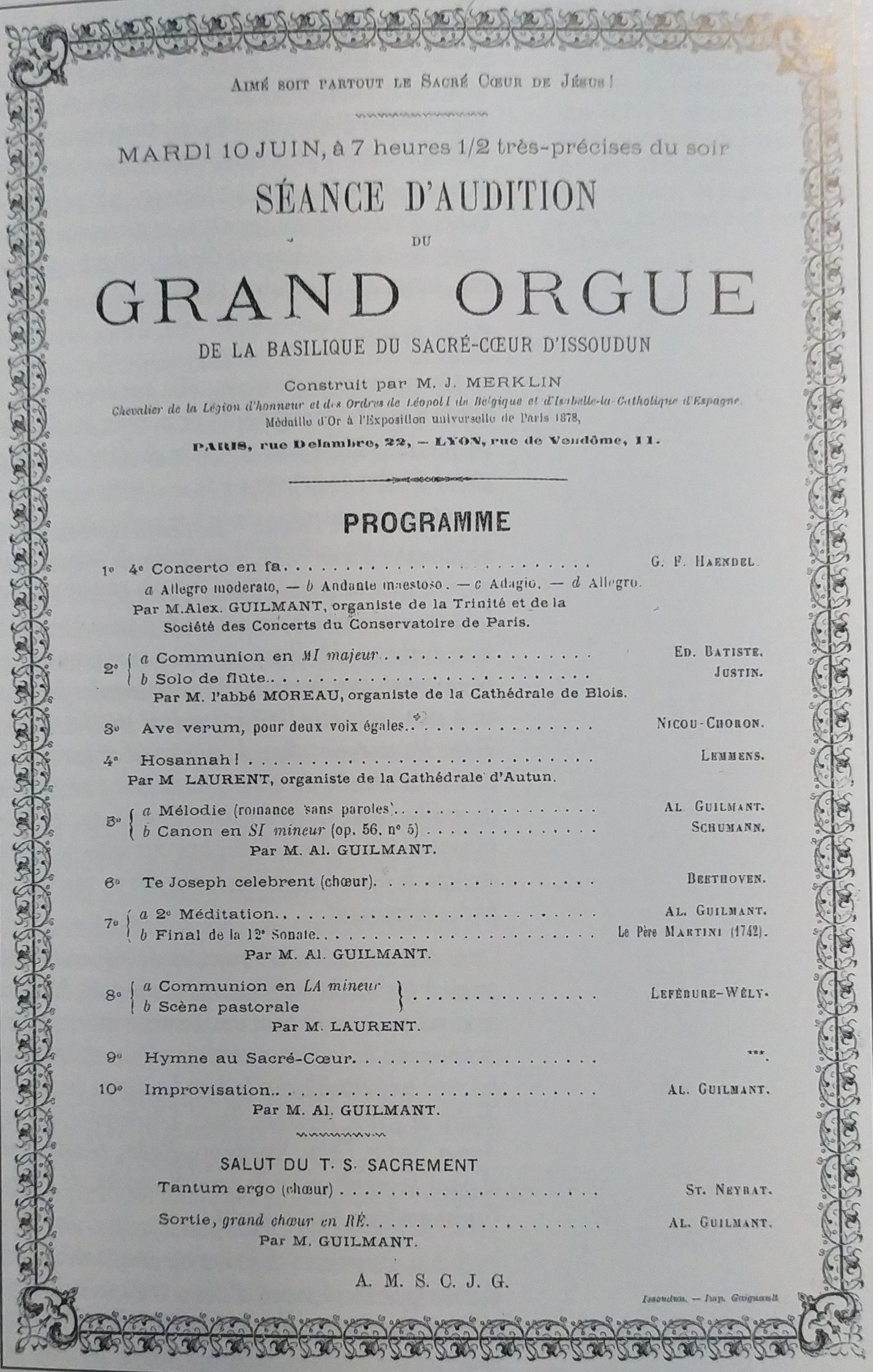
Programme musical lors de l'inauguration du 10 juin 1879.

Merklin prend alors le soin de concevoir un instrument avec les meilleures technologies de l'époque. Au-delà de la transmission par mécanique Barker afin de rendre le toucher plus léger, il met en place un système de double soufflet permettant ainsi d’ajuster au mieux la pression en fonction de chaque registre.
Dans un souci de perfectionnement, l'inauguration qui devait se tenir au mois de mai 1878, est repoussée. Par la suite c'est le célèbre Alexandre Guilmant qui est chargé comme expert ainsi que comme exécutant pour l'inauguration de cet orgue. La réception de l'instrument commence seulement après « la fête de septembre » c'est-à-dire au printemps suivant. L'inauguration se déroule alors le 10 juin 1879 à 19h30 présidée par Mgr l'archevêque de Bourges Charles-Amable de La Tour d'Auvergne-Lauraguais. L'orgue est tenu par M. l'abbé Moreau, organiste de la Cathédrale de Blois, M. Laurent, organiste de la Cathédrale d'Autun, ainsi que du maître Alexandre Guilmant, organiste à la Trinité de Paris ainsi qu'à la société des concerts et cofondateur de la Schola Cantorum.

### Après Merklin
L'orgue est électrifié au début du XXe siècle par Duval&Pannier mais aucune trace ne permet de définir une date concernant ces travaux. C'est le facteur d'orgues Jean-Marc Cicchero qui estime cette électrification entre 1935 et 1950. En 1970 il est question d'une restauration pour les grands orgues de Merklin. Gaston Kern et sa manufacture d'orgues alsaciennes propose donc de transformer l'instrument en un orgue classique français de trois claviers mais ce projet ne ravit pas les missionnaires du Sacré-Cœur et cette reconstruction reste sans suite.

### L'orgue aujourd'hui

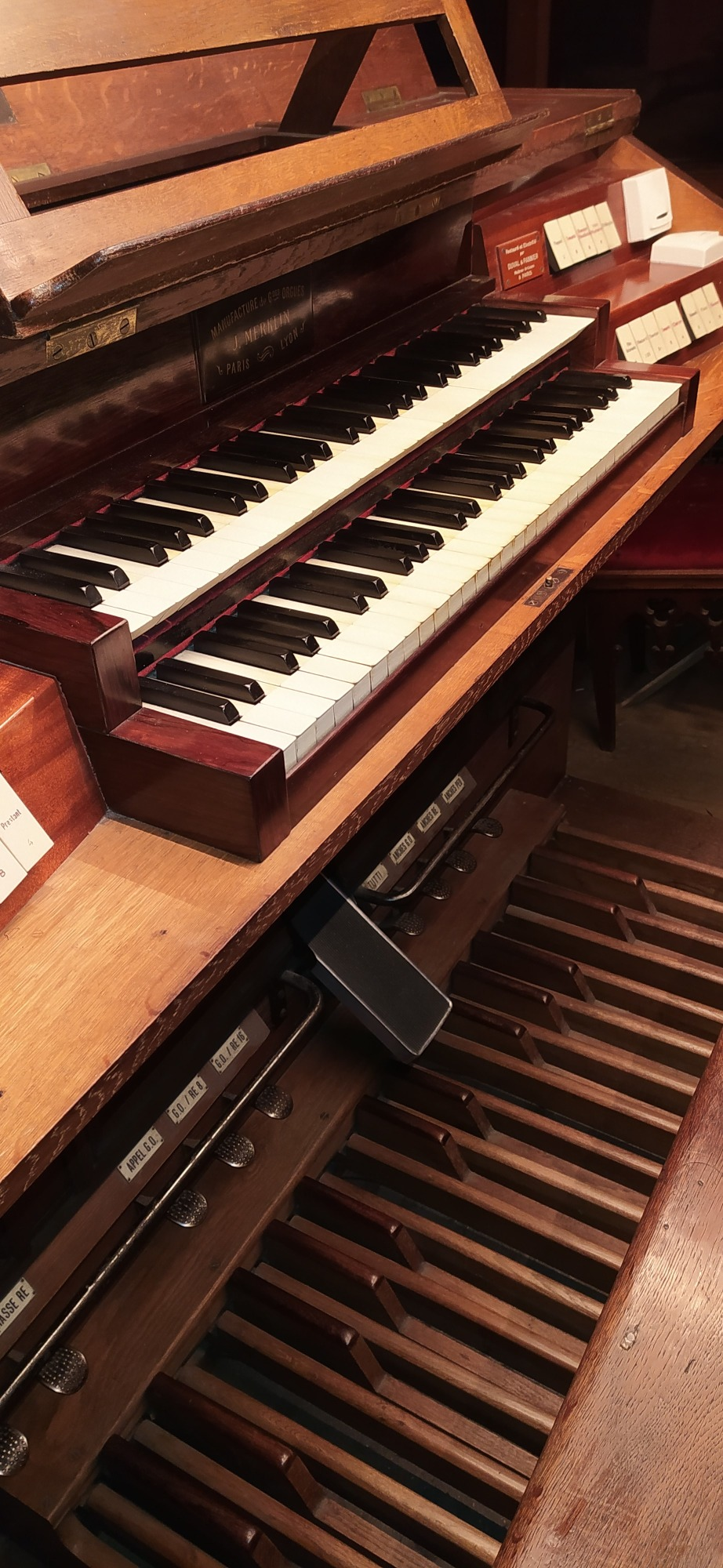
La console de l'orgue.

Aujourd'hui l'orgue semble encore posséder la même composition qu'à son origine (à l'exception d'une flûte 4' au pédalier, ajoutée probablement en même temps que l'électrification de la transmission) et les tuyaux sont donc ceux que Joseph Merklin conçut avec soin pour cet instrument. En 2016 des travaux de de dépannages sont réalisés par l'atelier Chevron mais le manque de fonds de la congrégation ne permet pas d'effectuer un travail en profondeur.

### Composition
| Grand-Orgue (I) | Récit (II) | Pédale |
| Bourdon 16 Montre 8 Bourdon 8 Salicional 8 Prestant 4 Flûte Octaviante 4 Nazard 2 2/3 Fourniture III Trompette 8 Clairon 4                | Flûte Harmonique (harmonique à partir de ut 2) Bourdon 8 Gambe 8 Voix Céleste 8 Flûte Echo 4 Flageolet 2 Trompette 8 (harmonique à partir de ut 4) Basson Hautbois 8 Voix Humaine 8 Tremblant | Contrebasse 16 Soubasse 16 (emprunt au bourdon 16 du GO) Octave Basse 8 (emprunt à la montre 8 du GO) Violoncelle 8 (emprunt au salicional 8 du GO) Flûte 4 (emprunt à la flûte octaviante 4 du GO) Basson 16 |
| Tirasse I, Tirasse II, Appel G.O., Copula II/I, Octave grave II/I, Anches G.O., Anches Rec., Anches Ped., Expression par pédale à bascule | | |